# Toutosenselkä
Toutosenselkä är en sjö i Finland. Den ligger i Lembois i landskapet Birkaland, i den södra delen av landet, 150 km nordväst om huvudstaden Helsingfors. Toutosenselkä ligger 74 meter över havet.